# Blommersia kely
Blommersia kely är en groddjursart som först beskrevs av Frank Glaw och Miguel Vences 1994.  Blommersia kely ingår i släktet Blommersia och familjen Mantellidae. IUCN kategoriserar arten globalt som livskraftig. Inga underarter finns listade.

## Bildgalleri